# Hugo von Radolin

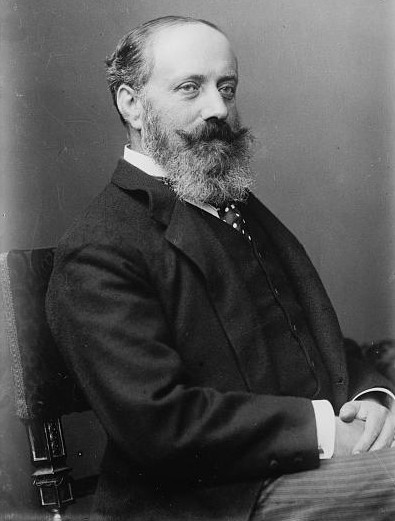
Hugo von Radolin.

Hugo Julius Raoul Eduard Leszczyc von Radolin, född den 1 april 1841 i Posen, död den 20 juli 1917 i Jarocin, Posen, var en tysk furste och diplomat.
von Radolin tillhörde en urgammal polsk adelssläkt, vilken omtalas redan på 1000-talet och varav en gren på 1300-talet som släktnamn upptog namnet på stamgodset Radolin (släktens grevliga linjer i Preussen och Österrike bär namnet Radolin-Radolinski). von Radolin, som ingick på diplomatbanan i Preussen redan 1860, blev 1869 för en kort tid preussisk legationssekreterare i Paris. Han var 1871 delegerad för utrikesministeriet vid tyska arméns överkommando i Frankrike och 1875–1881 ambassadråd i Konstantinopel. Sedan ägnade han sig en tid åt hovtjänst, upphöjdes 1888 till furste – han var förut greve – samt var ambassadör i Konstantinopel 1892–1895, i Sankt Petersburg 1895–1901 och i Paris 1901–1910.